# Wiedźmikołaj (film)
Wiedźmikołaj – dwuodcinkowa adaptacja książki Terry’ego Pratchetta o tym samym tytule, wyprodukowana przez The Mob, pokazana w telewizji Sky One i Sky HD (w High Definition), w Boże Narodzenie 2006. Jest to pierwsza nieanimowana adaptacja książki z serii Świata Dysku.

## Fabuła
Mieszkańcy Ankh-Morpork szykują się do świąt. Zbliża się Noc Strzeżenia Wiedźm, jednak podczas obchodów Świat Dysku dowiaduje się, że Wiedźmikołaj zniknął. Śmierć w ramach przyjacielskiej przysługi postanawia zastąpić Wiedźmikołaja, na którego życie czyhają mroczne istoty. Pan Herbatka, układa demoniczny plan, mający na celu uśmiercenie Dyskowego Gwiazdora. Wnuczka Śmierci, Susan musi porzucić rolę guwernantki i po raz kolejny zastąpić swojego dziadka w pracy oraz uratować Wiedzmikołaja.

## Aktorzy
- Michelle Dockery – Susan Sto Helit
- David Jason – Albert
- Marnix Van Den Broeke – Śmierć
- Ian Richardson – Śmierć (głos)
- Marc Warren – Jonathan Herbatka
- Joss Ackland – Mustrum Ridcully
- David Warner – Lord Downey
- Neil Pearson – Kruk (głos)
- Nigel Planer – Mr Sideney i Audytor (głos)
- Terry Pratchett – sprzedawca zabawek